# La Grande (Oregon)
La Grande is een plaats (city) in de Amerikaanse staat Oregon, en valt bestuurlijk gezien onder Union County.

## Demografie
Bij de volkstelling in 2000 werd het aantal inwoners vastgesteld op 12.327. In 2006 is het aantal inwoners door het United States Census Bureau geschat op 12.318, een daling van 9 (-0,1%).

## Geografie
Volgens het United States Census Bureau beslaat de plaats een oppervlakte van 11,3 km², geheel bestaande uit land. La Grande ligt op ongeveer 846 m boven zeeniveau.

## Plaatsen in de nabije omgeving
De onderstaande figuur toont nabijgelegen plaatsen in een straal van 24 km rond La Grande.